# Xã Bradford, Quận Clearfield, Pennsylvania
Xã Bradford (tiếng Anh: Bradford Township) là một xã thuộc quận Clearfield, tiểu bang Pennsylvania, Hoa Kỳ. Năm 2010, dân số của xã này là 3.034 người.